# ميراندا تابسيل
ميراندا تابسيل (بالإنجليزية: Miranda Tapsell)‏ هي ممثلة أسترالية، ولدت في 1988 بداروين في أستراليا.

## وصلات خارجية
- ميراندا تابسيل على موقع IMDb (الإنجليزية)
- ميراندا تابسيل على موقع ألو سيني (الفرنسية)
- ميراندا تابسيل على موقع أول موفي (الإنجليزية)
- ميراندا تابسيل على موقع قاعدة بيانات الفيلم (الإنجليزية)